# 五式三十粍固定機銃
五式三十粍固定機銃（ごしきさんじゅうみりこていきじゅう）は、大日本帝国海軍が第二次世界大戦中に開発した航空機銃である。

## 概要
大型機の撃墜を目的として開発された戦闘機用の機銃である。搭載方法は翼内装備を基本とした。機銃自体は完成しており戦力化の初期状態にあったが、保弾子（クリップ）の弾丸保持能力の向上を実験している段階で戦争が終了した。
昭和17年3月に「十七試三十粍機銃」の仮称で開発が開始された。弾薬包と銃身の設計は空技廠が担当し、第二火薬廠が協力にあたった。試作は日本特殊鋼の河村正彌博士と加瀬技師が行った。昭和18年4月に試作が完了し、昭和19年6月に基礎実験が終了、さらに地上試験、空中試験、弾薬の耐寒試験が行われた。高空では気温がマイナス数十度に達するため、弾薬の変質、作動の完全性などには必須の試験である。これらが完了したのは昭和20年3月だった。制式化は昭和20年5月、または4月13日である。
ただし昭和18年7月には地上基礎試験が終了したばかりであるにもかかわらず、海軍は豊川海軍工廠に対し、試作銃の設計図で量産の命令を出している。この結果2,000挺が生産されたが、試作図面は後に変更されることが多く、改修がそのたびごとに必要となる。五式三十粍機銃の量産の見込みは昭和20年3月までかかった。さらに材質の低下から折損が相次ぎ、銃本体の欠点として装弾不良が多かった。これは給弾時間が短いことから装弾子に無理がかかったためである。これは大型のG型装弾子の開発によって最終的に解決された。
総じて戦局の悪化や無理な生産体制から量産が進まず、初期不具合に悩まされ、量産できるようになっても兵器として熟成する猶予もなく、敗戦を迎えた兵器である。

## 構造
構造はガス圧利用・反動利用・API方式を同時に用いた複合式である。重量は70kgと、二式三十粍固定機銃に比べ、20kg重いが、重量350gの弾丸を初速750m/sで発射することができた。二式三十粍固定機銃は265～295gの弾丸を初速710m/sで発射するものであり、威力では五式三十粍固定機銃の方が優れる。
銃口に涙滴状に似たマズルブレーキを備え、マズルブレーキはコーン型の整流覆で銃身とつながっている。マズルブレーキの穴は円形のものが一個ずつ放射状に、均等な間隔で設けられている。銃身取り付け基部の左右に駐退ばねがある。銃身のほぼ中央の下部にガスシリンダーがあり、発砲時のガスが一部導入された。尾栓はAPIブローバック方式で作動し、機関室底部の左右に設けられた推進ばねで前進・後退する。機関室上面には、機関部の後退に合わせて機械式にスライド作動する給弾装置がある。

## 五式三十粍機銃弾薬
薬莢全長は122mm、後端直径は39mm、ボトルネック型で絞りの後に後部へ向けわずかにテーパーがついている。後端は無起縁式である。弾体には導環後部に並行して刻まれた一条の溝があり、薬莢と弾丸はこの溝で嵌め合わされている。弾薬包全長は弾種により異なる。通常弾の全長は210mm、全備重量660g。
- 通常弾：弾頭に、三角錐の頂点を扁平とした形の信管を装着している。弾体内部に炸薬を充填している。塗色は錆色。
- 徹甲弾：弾頭は三角錐状に成形され、被帽がかぶせられている。弾底部に炸薬を収容し、間座と底栓で密閉している。塗色は白色。弾丸重量378g。
- 焼夷通常弾：弾頭に信管がねじ込まれている。信管の後部、弾体内部に炸薬および黄燐が充填されている。塗色は黄色。弾丸重量354g。
- 曳跟（えいこん）通常弾：曳跟とは発光しながら弾丸が飛翔し、弾道を示すものである。弾頭に信管がねじ込まれている。信管の後部、弾体内部に炸薬が充填されている。弾底内部に曳跟薬、点火薬が充填され、弾底は底栓で塞がれている。塗色は赤色。弾丸重量350g。
- 曳跟弾：信管の部分に頭栓がねじ込まれている。弾体内部は底部を除いて中空。弾底に底栓がつけられ、内部に曳跟薬が収容されている。塗色は赤色。弾丸重量350g。
- 演習弾:弾体内部は中空で底栓がはめこまれている。塗色は黒色。弾丸重量350g。

## 搭載機
雷電、天雷、極光、月光、銀河、彩雲に試験的に搭載されている。昭和19年3月、空技廠において彗星夜戦試作機に斜銃として1挺搭載したが、反動が大きく搭載は断念された（彩雲夜戦に試験的に搭載された際には、発砲により胴体外板にしわが発生し、細かい振動が起きている）。昭和20年3月、雷電、天雷、極光、月光での空中実験が行われた。昭和20年5月には厚木基地（三〇二空）と鳴尾基地（三三二空）に十七試三十粍機銃を搭載した雷電三三型15機が試験的に配備された。P-51やF6F等との空戦を経験していた三〇二空は、機銃変更による重量増加と携行弾数減少は対戦闘機戦闘では不利として搭載に反対している。
搭載機として烈風改、秋水、震電、橘花改などが予定されていた。

## 現存
1989年、ケンタッキー軍事歴史博物館に五式三十粍固定機銃一型が保管されていることが判明した。この機銃の後尾部上面には、「5 30 1 20 1724 ト」という製造番号が刻印されており、これはそれぞれ五式、三十粍、一型、昭和20年製作、1724号銃、豊川海軍工廠を意味している。
またドイツのコブレンツにある国防技術博物館に五式三十粍固定機銃らしき機銃が展示されていることが確認されている。

## 十八試二十粍固定機銃
五式三十粍機銃のスケールダウン版として「十八試二十粍固定機銃」が試作されている。重量約40kg、初速900m/s（九九式二号銃の1.2倍）、発射速度700発/分という高性能機銃で、十七試三十粍固定機銃試作一号銃の完成から間もない昭和18年9月に要求性能が決定している。弾丸は九九式二十粍固定機銃と共通で、薬莢は九九式二号銃から3mm短縮されたが、装薬の充填密度を高めたため、発射のための装薬は九九式二号銃の21.6gから34gまで増加している。空技廠において設計・試作が行われ、昭和19年1月に試作一号銃が完成、同年8月には零戦での空中実験を実施しているが、同年12月に発射速度が720発/分に達する九九式二十粍二号機銃五型の実用化の目処が立ったことから、昭和20年3月頃には試作はほぼ中止状態となり、そのまま開発中止となっている。五式三十粍機銃の開発に参考になったとの関係者の回想が残されており、1989年にケンタッキー軍事歴史博物館で五式三十粍固定機銃一型豊川海軍工廠製1724号銃と共に試作銃が発見されている。